# Rubkowo
Jezioro Rubkowo – jezioro w powiecie nowomiejskim, gmina Nowe Miasto Lubawskie, w okolicy wsi Gwiździny, Krzemieniewo i osady Kacze Bagno
Nad jeziorem 10/11 lipca 1410 roku stacjonowała armia Władysława Jagiełły podążająca na Malbork. Tu odbyła się narada, podczas której postanowiono (wobec umocnień krzyżackich) w Kurzętniku obejść źródła Drwęcy. Kilka dni później doszło do Bitwy pod Grunwaldem